# فهرست قاتلان زنجیره‌ای در ایران
یک آدم‌کش زنجیره‌ای شخصی است که به تنهایی یا گروهی تعداد سه نفر یا بیشتر را در یک بازه زمانی (معمولاً بیشتر از یک ماه) به قتل می‌رساند و بین قتل‌ها ویژگی‌های مشترک و ارتباط منطقی وجود دارد.
فهرست زیر شامل قاتلان زنجیره‌ای شناخته‌شده‌ای است که قتل‌های خود را در ایران انجام داده‌اند.
| نام/پرونده | سال‌های فعالیت | قربانیان اثبات‌شده | قربانیان احتمالی          | وضعیت | محل قتل‌ها                                                    | منبع                                  |
| --- | ------------- | ----------------- | ------------------------- | --- | ------------------------------------------------------------ | ------------------------------------- |
| هوشنگ امینی | ۱۳۳۳–۱۳۴۱     | ۶۷                | ۶۷                        | آذر ۱۳۴۲ در میدان توپخانه در ملأ عام در کمال خونسردی پای چوبه‌دار آوازی خواند و خود را به دار مجازات سپرد. | ورامین                                                       | [ ۳ ]                                 |
| هوشنگ امینی، متهم به قتل ۶۷ کودک و مرد و زن جوان بود. قاتلی که همیشه کلاهی نمدی به سر داشت و سیما و ظاهرش با اعمالش هیچ شباهتی نداشت. او در تعطیلات نوروز ۱۳۴۲ در ورامین شناسایی و دستگیر شد. جنایت‌های هوشنگ با روش خاصی صورت می‌گرفت. او طعمه‌هایش را از بین جوانان انتخاب می‌کرد. بعد از بستن دست‌های آنها و آزار و اذیت شان، قربانیان را به قتل می‌رساند و سرشان را از بدن جدا می‌کرد. او تمام مقتولان را داخل چاه می‌انداخت. به همین دلیل قبل از دستگیری، معروف به شبح چاه‌های قنات شد. هوشنگ، شب قبل از اعدامش با ۲ خبرنگار رادیو ایران مصاحبه‌ای کرد و انگیزه اصلی‌اش را رفتن به راه اصغر قاتل و از بین بردن افراد فاسد جامعه دانست. |               |                   |                           | |                                                              |                                       |
| حسن اورنگی | ۱۳۲۴–۱۳۳۰     | ۶۲                | ۶۲                        | حسن اورنگی در آذرماه ۱۳۳۰ در میدان اعدام مشهد و در حضور ۸۰۰۰ هزار نفر اعدام می‌شود ظریفیان هم که دوست و همدست وی در این تجاوزها و قتل‌ها بوده به ۱۵ سال زندان محکوم می‌شود | استان خراسان رضوی                                            | [ ۴ ]                                 |
| جنایاتی که حسن اورنگی و همدستش، عباسعلی ظریفیان، بین سال‌های ۱۳۲۴ تا ۱۳۳۰، در نقاط مختلف مشهد مرتکب شدند؛ این دو نفر، با کمک هم، زنان خیابانی یا سرگردان را فریب می‌دادند و پس از تجاوز و سرقت اموال، به زندگی آن‌ها خاتمه می‌دادند. طی دوران فعالیت‌های جنایت‌بار این دو نفر که تا امروز، به عنوان نخستین قاتلان زنجیره‌ای تاریخ مشهد شناخته می‌شوند، ۶۲ زن به قتل رسیدند. کشف راز جنایاتی که خواب را بر مردم مشهد حرام کرده‌بود، با تیزبینی مأموران آگاهی این شهر و البته، رفتارهای نامتعارف حسن اورنگی ممکن شد؛ او جوانی ۲۶ ساله بود که به دور از خانواده، جایی در حوالی دروازه بالاخیابان زندگی می‌کرد و محل امرار معاشش، باج گرفتن و تلکه کردن زنان بی‌سرپرست و بدنام بود. نخستین دلیلی که کارآگاهان را واداشت به دنبال اورنگی بیفتند، همین کارنامه سیاه بود. اورنگی که آشکارا شخصیتی بیمار داشت و به شهرت، سخت علاقه‌مند بود، پس از بازداشت و تنها با گذشت پنج ساعت، به تعداد معتنابه ی قتل اقرار کرد و افزود که تمام آن‌ها را با همکاری دوستش عباسعلی ظریفیان، مردی سیه‌چرده و ۳۶ ساله که بسیار تنومند و البته بی‌رحم بود، انجام داده‌است. این قتل‌ها در مناطق مختلف مشهد، از جمله، کوره‌خرابه‌های حسین‌آباد، بالاخیابان، مقابل کارخانه نخ‌ریسی، پشت شرکت نفت در میدان مقدم طبرسی، مزارع محمدآباد، میدان ضد، پشت کوهسنگی، جاده قدیم تهران، منطقه مصلی و نزدیک کارخانه قند آبکوه اتفاق افتاد و در تمام موارد، مقتولان با روسری‌هایشان خفه شده بودند اورنگی هرگز گمان نمی‌کرد که او را به اعدام محکوم کنند، زیرا معتقد بود که او تنها چند زن خیابانی را که از نظر اخلاقی سست‌عنصر بوده‌اند، کشته و سبب پاک شدن جامعه از فساد شده‌است حسن در آخرین صحبت‌هایش می‌گوید که از فراموش شدن، می‌ترسد. در این میان عباسعلی ظریفیان که طبق گفته خبرنگاران از کودکی با حسن دوست بوده و جز او کسی را نداشته به دلیل همدستی در قتل‌ها به ۱۵ سال حبس محکوم می‌شود |               |                   |                           | |                                                              |                                       |
| محمد بیجه | ۱۳۸۰–۱۳۸۴     | ۵۴                | ۵۴                        | بیجه در اسفند ۱۳۸۴ در میدان اصلی پاکدشت در حضور ۱۸۰۰۰ تا ۲۰۰۰۰ نفر در ملأ عام اعدام شد. ابتدا لباس او را درآورده و دستبند به تیرک زده و ۱۰۰ ضربه شلاق زدند که پس از آن یکی از مادران کودکان کشته شده موفق به شکستن حلقه شد در حالی که یک طناب نایلونی آبی به گردن بیجه انداخته بود، چند سیلی به صورت او زد و به سر و صورتش آب دهان انداخت. بستگان قربانیان قبل از تماشای کشیدن او توسط جرثقیل تا زمان مرگ او را با چاقو زدند و سنگ پرتاب کردند. در حالی که جمعیت تشویق کردند و سوت و کف زدند. محمد بیجه پس از چند دقیقه درگذشت. | شهر ری و پاکدشت                                              | [ ۶ ] [ ۷ ] [ ۸ ] [ ۹ ] [ ۱۰ ] [ ۱۱ ] |
| در این قضیه، جوانی به نام «محمد بیجه» به جرم قتل ۵۴ نفر که همه ی آنها پسر بچه بودند، محاکمه شد او مادرش را در کودکی از دست داده بود و ۳ بار در کودکی به او تجاوز شده‌بود. او و علی غلام‌پور (معروف به علی باغی)، پسران را وادار کردند تا آنها را به شکار خرگوش و روباه با خود به بیابانی در جنوب تهران ببرند. آنها قربانیان خود را با ضربات سنگ مات و مبهوت می‌کردند و پس از تجاوز جنسی آنها را مسموم می‌کردند یا تا حد مرگ می‌زدند. سپس اجساد را با لاستیک و چوب به آتش می‌کشیدند و سپس جسد نیم سوخته را در گورهای کم عمق در صحرا دفن می‌کردند و برای آن که کسی متوجه بوی تعفن آنها نشود، در نزدیکی جسد آنها لاشه حیوانات مثل الاغ و سگ و گربه قرار می‌دادند. علی باغی اعتیاد داشت و گفت در ابتدا مردد بود و فقط پس از تهدید بسیجه به او کمک کرد. علی باغی به ۱۵ سال زندان محکوم شد. چندین قربانی از خانواده‌های پناهنده فقیر افغان بودند که ظاهراً از ترس اخراج آنها از ایران، گزارش ناپدید شدن فرزندان خود را ندادند. قتل کودکان در اطراف تهران به عنوان بزرگترین پرونده جنایی در ایران طی ۷۰ سال پیش از آن شناخته می‌شود. |               |                   |                           | |                                                              |                                       |
| اصغر قاتل | ۱۲۹۹–۱۳۱۲     | ۳۳                | ۳۳                        | سال ۱۳۱۳ در میدان توپخانه در ملأ عام اعدام شد. | بغداد و تهران                                                | [ ۱۲ ] [ ۱۳ ]                         |
| در نوجوانی با خانواده‌اش به عراق مهاجرت کرد. در عراق ۲۵ کودک و نوجوان پسر را پس از تجاوز جنسی به قتل رساند و سر از بدنشان جدا می‌کرد. پس از اینکه در هنگام قتل دیده شد به ایران فرار کرد و در تهران در بازه ۳ ماهه هشت پسر و مرد جوان را پس از تجاوز جنسی کُشت و بعد از بریدن سَر جنازه را در چاه‌ها یا خرابه‌های اطراف تهران پنهان می‌کرد. رسانه‌های ایران از او به عنوان نخستین قاتل سریالی ایران یاد می‌کنند. |               |                   |                           | |                                                              |                                       |
| مجید سالک محمودی | ۱۳۵۹–۱۳۶۴     | ۲۱                | ۴۹                        | سال ۱۳۶۴ در زندان قصر خودکشی کرد. | استان‌های آذربایجان شرقی، اردبیل، البرز، تهران، قزوین و گیلان | [ ۱۴ ] [ ۱۵ ]                         |
| مقتولان خود را خفه می‌کرد و بیشتر آنها زن بودند. |               |                   |                           | |                                                              |                                       |
| غلامرضا خوشرو | ۱۳۷۱–۱۳۷۶     | ۹                 | ۹                         | سال ۱۳۷۶ در تهران به دار آویخته شد. | استان تهران                                                  | [ ۱۶ ]                                |
| او یک بار سال ۱۳۷۱ به همراه هم‌دستش (علی کریمی) دستگیر شد، کریمی اعدام شد ولی او توانست از دست پلیس فرار کند. بعداً به آدم‌کشی ادامه داد، او که مشخصات جعلی به پلیس داده بود و هویتش ناشناس بود از سوی روزنامه‌های ایران خفاش شب نامیده شده‌بود. او ۹ زن را پس از تجاوز و سرقت اموالشان به قتل رساند. |               |                   |                           | |                                                              |                                       |
| قتل‌های زنجیره‌ای ایران - سعید امامی - مهرداد عالیخانی - مصطفی کاظمی - خسرو براتی و تعدادی دیگر از کارکنان وزارت اطلاعات | ۱۳۶۸–۱۳۷۷     | ۴                 | ۸۰ (تعدادی بیرون از کشور) | سعید امامی در زندان اوین خودکشی کرد. عالیخانی و کاظمی به حبس ابد و بقیه متهمان به چندین سال زندان محکوم شدند. | استان‌های مختلف کشور (برخی موارد در خارج کشور)                | [ ۱۷ ] [ ۱۸ ] [ ۱۹ ] [ ۲۰ ]           |
| این پرونده به یکی از جنجالی‌ترین پرونده‌های تاریخ حکومت جمهوری اسلامی تبدیل شد و بازتاب‌ها و پیامدهای گسترده داخلی و خارجی در پی داشت. گزارش‌های غیررسمی از قتل حدود هشتاد روشنفکر، نویسنده، کنشگر و دگراندیش خبر داده‌اند. با وجود اینکه متهمان در دفاعیه‌ها گفته بودند به دستور مافوق قتل‌ها را انجام داده‌اند ولی هیچ‌گاه دو وزیر اطلاعات مسئول در زمان قتل‌ها، قربانعلی دری نجف‌آبادی و علی فلاحیان، بازپرسی نشدند. |               |                   |                           | |                                                              |                                       |
| سعید حنایی | ۱۳۷۹–۱۳۸۰     | ۱۶                | ۱۶                        | سال ۱۳۸۱ در زندان مرکزی مشهد اعدام شد. | استان خراسان رضوی                                            | [ ۲۱ ]                                |
| پس از اینکه یک راننده تاکسی همسر او را با زنی تن‌فروش اشتباه گرفت، حنایی تصمیم گرفت زنان تن‌فروش را به علت «ترویج فساد» بکُشد. مقتولان او همگی زنان تن‌فروش بودند. در فیلم مستند «و عنکبوت آمد» بسیاری از اطرافیانش از قتل‌های او دفاع کردند. رسانه‌ها به او لقب قاتل عنکبوتی دادند. |               |                   |                           | |                                                              |                                       |
| قتل‌های محفلی کرمان - محمد حمزه مصطفوی - سلیمان جهانشاهی - محمد سلطانی - علی ملکی | ۱۳۸۱          | ۵                 | ۱۸                        | سال ۱۳۹۲ دیوان عالی کشور حکم اعدام چهار نفر را تأیید کرد. دو نفر به ۱۰ و ۱۵ سال زندان محکوم شدند. در نهایت پرونده قتل‌های محفلی در سال ۹۷ با ادعای اعلام رضایت تمامی اولیای دم بسته شد و همگی آزاد شدند. | کرمان                                                        | [ ۲۳ ] [ ۲۴ ] [ ۲۵ ]                  |
| ۶ جوان عضو بسیج یکی از مساجد کرمان افرادی را به دلیل آنچه «گسترش فساد در شهر» می‌دانستند، کُشتند. آنها سخنان محمدتقی مصباح یزدی دربارهٔ شیوه برخورد با فساد را الهام‌بخش خود می‌دانستند. برخی منابع تعداد قربانیان را ۱۸ نفر ذکر کرده‌اند. |               |                   |                           | |                                                              |                                       |
| فرید بغلانی | ۱۳۸۳–۱۳۸۷     | ۱۶                | ۱۶                        | ۲۲ آبان ۱۳۸۹ در زندان کارون اهواز اعدام شد. | آبادان و خرمشهر                                              | [ ۲۶ ]                                |
| او گفت مادرش در کودکی بسیار او را آزار می‌داد به همین دلیل از زن‌ها نفرت داشت. مقتولان او ۷ زن، ۸ دختر بچه و یک پسر بچه (شاهد یکی از قتل‌ها) بودند. او آن‌ها را با ضربه به سر می‌کُشت و چون وسیله رفت و آمدش دوچرخه بود رسانه‌ها به او لقب قاتل دوچرخه‌سوار داده بودند. |               |                   |                           | |                                                              |                                       |
| مرتضی (قاتل کُنارتَخته) |               | ۴                 | ۸                         | فروردین ۱۳۹۰ در کنارتخته کازرون در ملأ عام اعدام شد. | کنارتخته، کازرون                                             | [ ۲۷ ]                                |
| هنگامی که مرتضی ۵ ساله بود پدرش توسط تعدادی ناشناس ربوده شد و خانواده او نتوانستند هیچ سرنخی از سرنوشت پدرش پیدا کنند. او در بزرگسالی با تعدادی از نزدیکانش تلاش کرد تا از کسانی که تصور می‌کرد در ربایش پدرش نقش داشتند انتقام بگیرد. بیشتر قربانیان خود را برای این انتقام‌جویی کشت. |               |                   |                           | |                                                              |                                       |
| مهین قدیری | ۱۳۸۷–۱۳۸۸     | ۶                 | ۶                         | سال ۱۳۸۹ در زندان قزوین اعدام شد. | استان قزوین                                                  | [ ۲۸ ] [ ۲۹ ]                         |
| او بدهی زیادی به طلبکاران داشت. قربانیان او زنان سال‌خورده بودند. یک نفر از مقتولان از آشنایانش بود بقیه را در اماکن مذهبی شناسایی می‌کرد و بعد از آشنایی، در خودروی خود به آن‌ها آبمیوه مسموم می‌داد. پس از کشتن آن‌ها طلا و پول‌هایشان را برمی‌داشت. او گفت انگیزه‌اش تنگناهای مالی بوده‌است. |               |                   |                           | |                                                              |                                       |
| مهدی فرجی | ۱۳۸۸–۱۳۸۹     | ۵                 | ۵                         | سال ۱۳۹۰ در قزوین در ملأ عام اعدام شد. | استان قزوین                                                  | [ ۳۰ ] [ ۳۱ ]                         |
| او زنان قربانی خود را در مینی‌بوس‌اش سوار می‌کرد و بعد از کشتن آن‌ها، طلا و پول‌هایشان را می‌دزدید. به یکی از قربانیانش تجاوز جنسی کرد. |               |                   |                           | |                                                              |                                       |
| منصور میرلوحی | ۱۳۷۹–۱۳۹۳     | ۱۰                | ۱۰                        | بهمن ۱۳۹۳ در گلپایگان در ملأ عام اعدام شد. | استان اصفهان و استان چهارمحال و بختیاری                      | [ ۳۲ ] [ ۳۳ ]                         |
| در دوران دبیرستان به کیف‌قاپی و زورگیری روی آورد. درسال ۷۹ به همراه دو برادر دیگرش با نام‌های سیروس و محمد دست به فعالیت‌های مجرمانه از جمله سرقت مسلحانه و آدم‌ربایی زدند. با توجه به اعترافات خودش در سال‌های ۸۶، ۸۹، ۹۱ با به انجام رساندن سه سرقت مسلحانه از سه طلافروشی در شهر مبارکه سبب کشته شدن سه تن از طلافروشان شد. در سرقت بعدیشان سبب کشته شدن یک عابر در شهر لردگان شد. چندی بعد در پی سرقت از یک طلافروش، یکی از طلافروشان در شهرکرد کشته شد. در آخر و در پی وقوع حادثه خونبار گلپایگان، حین درگیری با مأموران نیروی انتظامی استان اصفهان سه مأمور و دو رهگذر به قتل رسیدند. به دلیل حجم بالای خشونت در عملیات مجرمانه این باند و ویژگی‌های شخصیتی منصور، شاهین صمدپور او را خطرناک‌ترین قاتل سریالی بعد از انقلاب خطاب کرد. |               |                   |                           | |                                                              |                                       |
| اسماعیل رنگرز | ۱۳۹۱–۱۳۹۶     | ۳                 | ۴                         | شهریور ۱۳۹۶ در پارس‌آباد در ملأ عام اعدام شد. | استان اردبیل                                                 | [ ۳۴ ] [ ۳۵ ]                         |
| در جریان بازپرسی‌اش به علت تجاوز جنسی و قتل آتنا اصلانی به قتل دو زن دیگر هم اعتراف کرد. |               |                   |                           | |                                                              |                                       |
| قتل‌های زنجیره‌ای زنان گیلان - فرزاد ن. | ۱۳۸۸–۱۳۹۵     | ۸                 | ۸                         | به گزارش رکنا، فرزاد. ن قاتل سریالی هشت زن گیلانی که به ۷ مرتبه اعدام محکوم شده بود، صبح ۱۹ دی ماه ۱۳۹۹ در زندان لاکان رشت به دار مجازات آویخته شد. | استان گیلان                                                  | [ ۳۶ ] [ ۳۷ ] [ ۳۸ ]                  |
| او ۸ زن سال‌خورده را با همکاری همسرش کُشت و پس از برداشتن طلاهایشان جنازه شش نفر را تکه‌تکه می‌کرد. ابتدا ۳ نفر را در سال ۸۸–۱۳۸۷ کُشت و در سال ۱۳۹۵ هم بقیه قربانیان را کُشت. همسر فرزاد به ۲۸ سال زندان و ۳۲۰ ضربه شلاق محکوم شد. |               |                   |                           | |                                                              |                                       |
| مجید (قاتل گوش‌بُر) | ۱۳۹۳          | ۳                 | ۳                         | سال ۱۳۹۸ اعدام شد. | تهران                                                        | [ ۳۹ ] [ ۴۰ ]                         |
| او دو مرد جوان، از دوستانش، را به علت اختلاف مالی به قتل رساند. او که متأهل بود با زنی دیگر رابطه داشت، زمانی که همسرش از رابطه او آگاه شد برای اثبات وفاداری‌اش آن زن را کُشت و گوش‌ها و بینی او را بریده و به همسرش نشان داد. |               |                   |                           | |                                                              |                                       |
| اکبر خرمدین و ایران موسوی ثانی | ۱۴۰۰–۱۳۹۰     | ۳                 | ۳                         | اکبر خرمدین در تاریخ ۳۰ آبان ۱۴۰۰ در زندان رجایی شهر به دلیل ایست قلبی درگذشت. | تهران                                                        | [ ۴۱ ]                                |
| دو فرزند (آرزو و بابک خرمدین) و دامادشان را با چاقو به قتل رساندند و بعد از قطعه قطعه کردن پیکرشان را به سطل زباله انداختند. |               |                   |                           | |                                                              |                                       |
| کلثوم اکبری | ۱۳۹۲–۱۴۰۲     | ۱۱                | ۱۳                        | درحال سپری کردن محکومیت. | ساری ، نکا ، محمود آباد و قائمشهر                            |                                       |
| کلثوم با افراد متمول و با سن حدود ۷۵ تا ۸۰ به‌صورت موقت (صیغه) ازدواج می‌کرد. و با خوراندن قرص فشار خون به تعداد زیاد به شوهر هایش آنها را می کشت. |               |                   |                           | |                                                              |                                       |